# Colognac
Colognac é uma comuna francesa na região administrativa de Occitânia, no departamento de Gard. Estende-se por uma área de 12,3 km². Em 2010 a comuna tinha 229 habitantes (densidade: 18,6 hab./km²).